# Krzyż Krwi
Krzyż Krwi (port. Cruz de Sangue) – brazylijskie wojskowe odznaczenie, ustanowione 10 kwietnia 1945.
Krzyż ten przeznaczony jest dla członków personelu wojskowego i cywilnego Brazylijskich Sił Powietrznych, którzy zostali ranii w walce z wrogiem podczas sprawnego wykonywania misji wojennych.
Dotychczas krzyż ten otrzymało 13 osób za rany odniesione podczas kampanii włoskiej w czasie II wojny światowej.
W brazylijskiej kolejności starszeństwa odznaczeń krzyż zajmuje miejsce po Medalu „Krew Brazylii”, a przed Krzyżem Kampanii.